# Джен и Дин
Джен и Дин (англ. Jan & Dean) — рок-дуэт из Калифорнии, который составляли Джен Берри (англ. Jan Berry, 3 апреля 1941 — 26 марта 2004) и Дин Торренс (англ. Dean Torrence, род. 10 апреля 1940).
Группа знаменита своими хитами в стиле сёрф, что они издавали в 1960-х годах на буме музыки в этом стиле, во время так называемого Серфингового вторжения (англ. Surf Invasion).

## История
Джен Берри и Дин Торренс знали друг друга и играли музыку вместе со школы — они учились в одном классе в University High School в западном Лос-Анджелесе, вместе были в футбольной команде, вместе пели с другими своими друзьями.
В итоге у них с друзьями образовалась группа, которая называлась Barons и работала в популярном тогда стиле ду-воп. Группа решила выступить на школьном конкурсе, для чего очень интенсивно репетировала и записывалась. Также в группу позвали друзей, живших по соседству — будущего участника Beach Boys Брюса Джонсона (он играл в Barons на фортепьяно) и известного ударника Сэнди Нелсона. Записью занимался Берри, за это время он научился различным трюкам и достиг определённого уровня профессионализма. Но после того, как группа выступила на конкурсе, все её участники занялись своими делами, Берри всё же продолжал собирать тех из них, кто соглашался, у себя дома, записывать с ними песни и много экспериментировал со звуком.
Однажды, по совету одной из девушек из их круга, которая предложила записать пластинку, Берри решил попробовать этим заняться. Но проблема была в том, что у них не было своих песен. Однажды, когда Джен и Торренс вместе пытались найти какое-то решение этого вопроса, в гости зашёл ещё один бывший участник группы Barons Арни Гинсбург. Он предложил написать песню о стриптизёрше из одного из лос-анджелесских стрип-клубов по имени Дженни Ли. В итоге Берри и Гинсбург написали песню, а потом Берри и Торренс начали вместе работать у Берри в импровизированной студии над записью. Тут, правда, Торренсу подошло время уже вот-вот уходить в армию на 6 месяцев обязательной службы, поэтому на финальной версии вокал исполняли уже не Берри с Торренсом, а Берри с Гингбургом.
Эту демозапись ребята потом записали на пластинку в маленькой студии звукозаписи. Там песню услышал продюсер Джо Любин с небольшого лейбла Arwin Records (владельцем которого был Марти Мелчер, муж певицы Дорис Дей и отец будущего известного музыкального продюсера Терри Мелчера). Любин предложил купить запись песни с надеждой что-то хорошее из неё сделать, и Берри продал ему мастер-ленту. На оригинальной записи вокал Берри и Гинсбурга звучал только в сопровождении фортепьяно и перкуссии, Любин наложил всё это на записанный профессиональной группой аккомпанемент и выпустил в таком виде на сингле на лейбле Arwin Records, где работал, Сингл вышел в марте 1958 года, исполнитель был указал как дуэт «Джен и Арни». (Как уже было упомянуто, поскольку Торренсу пришла повестка, на окончательном варианте записи вместо него пел Арни Гинсбург. Берри намеревался включить Терренса в группу, но тот вот-вот должен был уходить в армию.) Песня «Jenny Lee» достигла 8 места в США, Торренс был уже в армии, а Джен и Арни выступили с ней на популярной музыкальной телепрограмме American Bandstand, на которой выступали множество знаменитых звёзд, и, казалось, были обречены на успех.
Но потом, когда группа Джен и Арни выпустила ещё два сингла, те уже не были не такими успешными. В конце 1958 года, посчитал перспективы в шоу-бизнесе не очень хорошими, покинул дуэт.
К счастью, именно тогда Терренс вернулся, так что Берри предложил ему опять попробовать петь вместе. Группа нашла себе новых продюсеров, поскольку с Любином, как казалось, удача от них отвернулась.
Они начали работать с тромпетистом Хербом Альпертом и его партнёром по написанию песен Лу Адлером. С ними вчетвером ребята записали несколько демонстрационных версий различных песен и в итоге нашли песню «Baby Talk». Как и в случае с песней «Jenny Lee», Джен и Дин опять записали у Берри в его домашней студии вокал, который потом был наложен на аккомпанемент профессиональной аккомпанирующей группы.
Песня «Baby Talk» вышла как сингл и летом 1959 года достигла 10 места в США. Группа в течение года потом постоянно появлялась на телевидении, выступала с концертами, записала несколько синглов с перепевками классики вокального ритм-н-блюза.
Потом ребята посчитали, что лейбл Dore Records, где они издавались, не сможет дать им достаточного уровня промоции на всенациональном уровне и решили перейти на какой-нибудь мейджор-лейбл. Они, казалось, удачно нашли молодую компанию Liberty Records, которая была больше ориентирована на рок-н-ролл, чем более крупные лейблы, и в то же время имела в своём ростере ряд популярных исполнителей и много денег. Но на Liberty Records не согласились выпустить песню «Heart and Soul» (кавер-версию поп-стандарта, написанного Хоги Кармайклом и Фрэнком Лёссером), которую ребята выбрали для первого сингла на этом лейбле и считали, что она будет хитом. Поэтому Джен и Дин выпустили эту песню на лейбле Challenge Records, владельцем которого был Джин Отри. Песня достигла 25 места в США. И тогда Liberty с ними контракт подписали. Потом группа 2 года продолжала уже на Liberty Records выпускать cинглы всё в том же стиле ду-воп, но ни один из них выше 69 места в США не поднялся.
Популярность группы была на спаде, но тут, разочаровавшись в песнях, которые они получали от издательской компании Aldon Music, они начали писать и продюсировать свои песни сами. Первая же песня, которую Берри официально сам спродюсировал, … «Linda», — в начале 1963 года поднялась на 28 место в США — самую высокую позицию со времени «Heart and Soul» три года назад.
И тут случилось переломное событие. Дуэт выступал на нескольких концертах с новой группой из Хоторна в Калифорнии Beach Boys (Beach Boys были у более популярных Джена и Дина в качестве суппорт-акта, то есть открывающей концерт группы). Beach Boys тогда как раз записали на свой счёт первый хит в первой десятке в США. Стили вокальной гармонии обеих групп были похожи, и ребята сразу понравились друг другу, особенно Брайан Уилсон и Джен Берри. У Уилсона тогда были проблемы с тем, чтобы закончить начатую им песню «Surf City», и он отдал её закончить Джену и Дину. Они записали её в студии в начале 1963 года, причём Уилсон тоже на ней пел. В марте 1963 года она вышла как сингл и стала первой песней Джена и Дина, достигшей 1-го места в США. Начиная с этого сингла, дуэт полностью изменил свой звучание, резко переключившись на сёрф-музыку.